# Fintan McCarthy
Fintan McCarthy, född 23 november 1996, är en irländsk roddare.

## Karriär
Vid olympiska sommarspelen 2020 i Tokyo tog McCarthy guld tillsammans med Paul O'Donovan i lättvikts-dubbelsculler.
I augusti 2022 vid EM i München tog McCarthy och Paul O'Donovan guld tillsammans i lättvikts-dubbelsculler. Följande månad vid VM i Račice tog de även VM-guld tillsammans i samma gren. I september 2023 vid VM i Belgrad tog McCarthy sitt tredje VM-guld tillsammans med Paul O'Donovan i lättvikts-dubbelsculler.
Vid olympiska sommarspelen 2024 i Paris tog McCarthy sitt andra raka OS-guld tillsammans med Paul O'Donovan i lättvikts-dubbelsculler. Vid EM 2025 i Plovdiv tog han brons tillsammans med Konan Pazzaia i dubbelsculler.